# Peratophyga sobrina
Peratophyga sobrina là một loài bướm đêm trong họ Geometridae.